# Literární cena Josefa Hlávky
Cena Josefa Hlávky za vědeckou literaturu (do roku 2011 Literární cena Josefa Hlávky) je české ocenění pro nejlepší publikace v oblasti vědecké literatury.
Je každoročně udělována Nadací Českého literárního fondu a Nadáním Josefa, Marie a Zdenky Hlávkových za původní vědeckou monografii, která byla vydána v České republice v předchozím kalendářním roce.
Výběr knižního titulu k ocenění provádí Výbor sekce pro vědeckou a odbornou literaturu Nadace Českého literárního fondu za účasti pověřeného člena správní rady Nadání.
Cena se uděluje v kategoriích:
- vědy společenské
- vědy o neživé přírodě
- vědy o živé přírodě
- vědy lékařské

## Laureáti

### 2018
- Vědy společenské: Dagmar Hájková, Pavel Horák za knihu Republika československá, NLN, Praha, 2018, ISBN 978-80-7422-643-4
- Vědy o neživé přírodě: Michal Křížek za knihu Abelova cena, Academia, Praha, 2018, ISBN 978-80-200-2842-6
- Vědy o živé přírodě: Oldřich Eliška za knihu Lymfologie, Galén, Praha, 2018, ISBN 978-80-7492-387-6
- Vědy lékařské: Jarmila Drábková a Soňa Hájková za knihu Následná intenzivní péče, Mladá fronta, Praha, 2018, ISBN 978-80-204-4470-7

### 2017
- Vědy společenské: Michal Macháček za knihu Gustáv Husák, Vyšehrad, Praha, 2017, ISBN 978-80-7429-388-7
- Vědy o neživé přírodě: Petr Zajíček na knihu Moravský kras v ponorné řece času, Academia, Praha, 2017, ISBN 978-80-200-2723-8
- Vědy o živé přírodě: Hana Čížková, Libuše Vlasáková a Jan Květ na knihu Mokřady, Jihočeská univerzita v Českých Budějovicích, České Budějovice, 2017, ISBN 978-80-7394-658-6
- Vědy lékařské: Miloš Táborský, Josef Kautzner, Aleš Linhart za knihu Kardiologie, Mladá fronta, Praha, 2017, ISBN 978-80-204-4434-9

### 2016
- Vědy společenské: Martin Mádl, Radka Heisslerová, Michaela Šeferisová Loudová, Štěpán Vácha a kol., Benediktini I. a II., Academia Praha 2017, ISBN 978-80-200-2621-7
- Vědy o neživé přírodě: Zdeněk Kolíbal a kol., Roboty a robotizované výrobní technologie, Akademické nakladatelství VUTIUM 2016, ISBN 9788021448285
- Vědy o živé přírodě: neuděleno
- Vědy lékařské: Ladislav Bařinka, Plastická a rekonstrukční chirurgie, Nakladatelství Masarykovy univerzity, Brno 2016, ISBN 978-80-210-7338-8

### 2015
- Vědy společenské: Michael Wögerbauer, Petr Píša, Petr Šámal, Pavel Janáček a kol., V obecném zájmu Cenzura a sociální regulace literatury v moderní české kultuře 1749 - 2014
- Vědy o neživé přírodě: Rudolf Brázdil, Miroslav Trnka a kol., Sucho v českých zemích: minulost, současnost, budoucnost
- Vědy o živé přírodě: Lubomír Hanel, Jan Andreska, Bořek Drozd, Petr Hartvich, Stanislav Lusk, Biologie a ochrana mihulí
- Vědy lékařské: Karel Lukáš, Aleš Žák a kolektiv, Chorobné znaky a příznaky - Diferenciální diagnostika

### 2014
- Vědy společenské: Eva Semotanová, Akademický atlas českých dějin
- Vědy o neživé přírodě: Filip Grygar, Komplementární myšlení Nielse Bohra v kontextu fyziky, filosofie a biologie
- Vědy o živé přírodě: Radomír Socha, Alexandr Jegorov, Encyklopedie léčivých hub
- Vědy lékařské: Zdeněk Štembera, Jaroslava Dittrichová, Daniela Sobotková a kol., Perinatální neuropsychická morbidita dítěte

### 2013
- Vědy společenské: Magda Veselská, Archa paměti: Cesta pražského židovského muzea pohnutým 20. stoletím
- Vědy o neživé přírodě: Ivanu Mrázek, Drahé kameny starověkých civilizací
- Vědy o živé přírodě: Jan Žďárek, Hmyzí rodiny a státy
- Vědy lékařské: Šárka Pospíšilová, Dana Dvořáková, Jiří Mayer, et al. Molekulární hematologie

### 2012
- Vědy společenské: František Šmahel a Lenka Bobková, Lucemburkové – Česká koruna uprostřed Evropy
- Vědy lékařské: Ivan Landor, Pavel Vavřík, Jiří Gallo a Antonín Sosna, Revizní operace totálních náhrad kyčelního kloubu
- Vědy o neživé přírodě: Šárka Voráčová a kolektiv, Atlas geometrie – Geometrie krásná a užitečná
- Vědy o živé přírodě: Jan Holec, Antonín Bielich, Miroslav Beran Přehled hub střední Evropy

### 2011
- Vědy společenské: Petr Charvát, Zrození státu. Prvotní civilizace Starého světa
- Vědy o neživé přírodě: Petr Pokorný, Neklidné časy. Kapitoly ze společných dějin přírody a lidí
- Vědy o živé přírodě: Lubomír Nátr, Příroda nebo člověk? Služby ekosystémů

### 2010
- Vědy společenské: Jana Hubková, Fridrich Falcký v zrcadle letákové publicistiky
- Vědy o neživé přírodě: Ivan Pelant, Jan Valenta, Luminiscenční spektroskopie II. Nanostruktury, elektroluminiscence, stimulovaná emise
- Vědy lékařské: Daniel Nalos, Dušan Mach a kolektiv, Periferní nervové blokády pro klinickou praxi včetně ultrazvukového navádění

### 2009
- Vědy společenské: Petr Sommer, Dušan Třeštík, Josef Žemlička a kolektiv, Přemyslovci Budování českého státu
- Vědy o neživé přírodě: Michal Křížek, Lawrenc Somer, Alena Šolcová, Kouzlo čísel Od velkých objevů k aplikacím
- Vědy o živé přírodě: Václav Smrček, Vítězslav Kuželka, Ctibor Povýšil, Atlas chorob na kostních preparátech Horní a dolní končetiny
- Vědy lékařské: Václav Vysočil, Osteoporóza a ostatní nejčastější metabolická onemocnění skeletu

### 2008
- Vědy společenské: Pavel Janoušek a kolektiv, Dějiny české literatury 1945 1989 I. – IV. díl
- Vědy o neživé přírodě: Tomáš Cipra, Finanční ekonometrie
- Vědy lékařské: Pavel Petrovický a kolektiv, Klinická neuroanatomie CNS s aplikovanou neurologií a neurochirurgií

### 2007
- Vědy společenské: Martin Nejedlý, Středověký mýtus o Meluzíně a rodová pověst Lucemburků
- Vědy o živé přírodě: neudělena
- Vědy o neživé přírodě: Daniela Řezáčová, Petr Novák, Marek Kašpar, Martin Setvák, Fyzika oblaků a srážek

### 2006
- Vědy o neživé přírodě: prof. Ing. Jaroslav Kadrnožka, CSc., Energie a globální oteplování ISBN 80-214-2919-4
- Vědy o živé přírodě: RNDr. Karel Šťastný, CSc., prof. RNDr. Vladimír Bejček, CSc., doc. RNDr. Karel Hudec, DrSc, Atlas hnízdního rozšíření ptáků v České republice ISBN 80-86858-19-7
- Vědy lékařské: MUDr. Václav Chaloupecký, CSc., a kolektiv, Dětská kardiologie ISBN 80-7262-406-7

### 2005
- Vědy společenské: prof. PhDr. Jan Křen, DrSc., Dvě století střední Evropy ISBN 80-7203-612-2
- Vědy o neživé přírodě: prof. RNDr. Alexandr Ženíšek, DrSc., Sobolev Spaces and their Applications in the Finite Element Method ISBN 80-214-2630-6
- Vědy o živé přírodě: PhDr. Vladislav Dudák (editor) a kolektiv autorů, Český les: příroda - historie - život ISBN 80-7340-065-0
- Vědy lékařské: prof. MUDr. Pavel Dungl, DrSc., a kolektiv, Ortopedie ISBN 80-247-0550-8

### 2004
- Vědy společenské: doc. PhDr. Petr Svobodný, doc. PhDr. Ludmila Hlaváčková, CSc., Dějiny lékařství v českých zemích ISBN 80-7254-424-1
- Vědy o živé přírodě: RNDr. František Moravec, DrSc., Metazoan parasites of salmonid fishes of Europe ISBN 80-200-1189-7
- Vědy lékařské: prof. RNDr. Jan Krejsek, CSc., MUDr. Otakar Kopecký, CSc., Klinická imunologie

### 2003
- Vědy společenské: PhDr. Jaroslav Strnad, Phd., PhDr. Jan Filipský, CSc., PhDr. Jaroslav Holman, PhDr. Stanislava Vavroušková, Dějiny Indie ISBN 80-7106-493-9
- Vědy o neživé přírodě: RNDr. Vojtěch Turek, CSc., RNDr. Radvan Horný, CSc., RNDr. Rudolf Prokop, CSc., Ztracená moře uprostřed Evropy ISBN 80-200-1000-9
- Vědy o živé přírodě: prof. RNDr. Stanislav Rosypal, DrSC., a kolektiv, Nový přehled biologie ISBN 80-7183-268-5
- Vědy lékařské: MUDr. David Školoudík, MUDr. Ondřej Škoda, MUDr. Michal Bar, doc. MUDr. Miroslav Brozman, CSc., MUDr. Daniel Václavík, Neurosonologie ISBN 80-7262-245-5

### 2002
- Vědy společenské: prof. JUDr. Jaroslav Krejčí, Postižitelné proudy dějin ISBN 80-86429-09-1
- Vědy o neživé přírodě: in memoriam prof. RNDr. Ivo Chlupáč, DrSc., a kolektiv, Geologická minulost České republiky ISBN 80-200-0914-0
- Vědy o živé přírodě: Doc. RNDr. Zbyněk Roček, DrSc., Historie obratlovců ISBN 80-200-0858-6
- Vědy lékařské: prof. MUDr. Pavel Klener, DrSc., a kolektiv, Klinická onkologie ISBN 80-7262-151-3

### 2001
- Vědy společenské: prof. PhDr. Petr Čornej, CSc., Velké dějiny zemí Koruny české V. (1402-1437) ISBN 80-7185-296-1
- Vědy o živé přírodě: prof. MVDr. Miroslav Svoboda, CSc., prof. David F. Senior, D.V.M., dipl.ECVIM-CA, doc. MVDr. Jaroslav Doubek, CSc., MVDr. Jiří Klimeš, CSc., a kolektiv autorů, Nemoci psa a kočky I. ISBN 80-902595-2-9
- Vědy lékařské: MUDr. Bohumil Markalous, MUDr. František Charvát a kolektiv autorů, Zobrazení hlavy ISBN 80-85912-20-1

### 2000
- Vědy společenské: Vlasta Winkelhöferová, Dějiny odívání - Japonsko ISBN 80-7106-297-9
- Vědy o neživé přírodě: doc. RNDr. Štefan Schwabik, DrSc., Integrace v R (Kurzweilova teorie) ISBN 80-7184-967-7
- Vědy o živé přírodě: doc. RNDr. Milan Stloukal, DrSc., a kolektiv, Antropologie. Příručka pro studium kostry ISBN 80-7036-101-8
- Vědy lékařské: prof. MUDr. Zdeněk Mařatka, DrSc., a spolupracovníci, Gastroenterologie ISBN 80-7184-561-2

### 1999
- Vědy společenské: Vojtěch Lahoda a kol., Dějiny českého výtvarného umění
- Vědy o živé přírodě: Z. Neuhausová a kol., Mapa potenciální přirozené vegetace
- Vědy lékařské: J. Dvořáček a kol., Urologie I - III

### 1998
- Vědy společenské: Josef Žemlička, Čechy v době knížecí ISBN 80-7106-196-4
- Vědy o neživé přírodě: Jiří Horák, Ladislav Krlín, Deterministický chaos a matematické modely turbulence
- Vědy o živé přírodě: Jan Žďárek, PROČ vosy, včely, čmeláci, mravenci a termiti…?
- Vědy lékařské: Bohumil Ticháček Základy epidemiologie

### 1997
- Vědy společenské: Jaroslav Slavík, Jiří Opelík, Josef Čapek
- Vědy o neživé přírodě: Pavel Drábek, Alois Kufner, Francesco Nicolosi, Nonlinear Elliptic Equations, Singular and Degenerate Case
- Vědy lékařské: Jaroslav Vaňásek, Jan Starý, Petr Kavan, J. Vaňásek ml., Transplantace kostní dřeně

### 1996
- Vědy společenské: Michal Svatoš a kol., Dějiny univerzity Karlovy I.
- Vědy o živé přírodě: Jan Buchar, Václav Ducháč, Karel Hůrka a Jan Lellák, Klíč k určování bezobratlých a J. Beneš, Člověk
- Vědy lékařské: B. Bo Šrámek, Jaroslav Valenta, František Klimeš, Biomechanics of the Cardiovascular Systems ISBN 80-900054-3-8

### 1995
- Vědy společenské: Vladimír Poborský a kol., Pravěké dějiny Moravy ISBN 80-85048-45-0
- Vědy o živé přírodě: Leo Sigmund, Vladimír Hanák a Oldřich Pravda, Zoologie strunatců
- Vědy lékařské: Jan Žižka Diagnostika syndromů a malformací